# Hácór
Hácór (héber: תל חצור Tel Hacor) ókori város a mai Izrael északi részén. Romterülete 6 km-re fekszik Ros Pinnától (רֹאשׁ פִּנָּה), a Ros Pinna-Tiberias út mellett. 2005 óta az UNESCO kulturális világörökségének része.

## Történelem
A várost már a középső bronzkor óta említik az egyiptomi és mezopotámiai szövegek. A rajta keresztül vezető út révén ugyanis nagy kereskedelmi jelentősége volt mindkét irányban. Területét tekintve a legnagyobb volt a Kr. e. 2. évezredbeli kánaáni városok között.
Két részből állt, az egyik volt az ún. felsőváros, egy dombon fekvő, jól kiépített és a kora bronzkortól kezdve a hellenisztikus korig (megszakításokkal) lakott város. A másik része volt a domb tövében elterülő alsóváros, amelynek kiterjedése 70 hektár - kb. hatszorosa volt a dombon épült városénak.
Összesen 21 települési réteget elemeztek ki az ásatások eredményeként. Ezek közül a négy legalsó réteg a korai bronzkor közepétől a középső bronzkor első szakaszáig, kb. Kr. e. 1850-ig terjed, mégpedig csak a dombon, a felsővárosban. Majd a következő században terjedt át a település az alsóvárosra és ekkor vált az egész város a hükszoszok birodalmának egyik fontos városává. Maga a város erődrendszerével együtt ismételten újjáépült és virágzott az egész kánaáni korban. Becslés szerint 40 000 lakosa lehetett. Két kánaáni templom romjai is napvilágra kerültek. Számos kultuszi tárgyat találtak, egy oltárt, áldozati felszerelést, bálványszobrocskákat.
A kánaáni város a Kr. e. 13. század végén teljesen elpusztult, minden bizonnyal Józsué honfoglalása következtében. Az új honfoglalók eltörölték a korábbi város kultúráját. Az alsóváros ettől kezdve lakatlan maradt és a dombon is csak kis létszámú, inkább félnomád és igen szerény materiális kultúrával rendelkező izraeli népesség lakott. Csak Salamon király idejében épült újjá a város, ettől kezdve megint jelentős hely lett. (Az Ószövetség említi, hogy Salamon megerősítette Megiddó, Gézer és Hacor városát.)
A várost kazamáta-falrendszer vette körül; a nyugati részen egy erős fellegvár épült, amely századokon át megmaradt.
Hácór az Izraeli Királyság északi határának közelében lévén, ki volt téve az arámok, majd az asszírok támadásainak. II. Jeroboám király idején egy erős földrengés okozott súlyos károkat. (Talán az, amire az ószövetségi Ámós 1,1 és Zak. 14,5 emlékezik.)
III. Tiglat-Pileszer asszír uralkodó Kr. e. 733-ban elfoglalta Hácórt és elpusztította erődítményeit. Ezzel a város jelentősége megszűnt, lakossága erősen lecsökkent. Kisebb izraelita település volt ugyan az assír, majd a perzsa és a hellenisztikus korban is egy citadella körül. Kr. e. 150 körül azonban végleg elnéptelenedett.

## Galéria

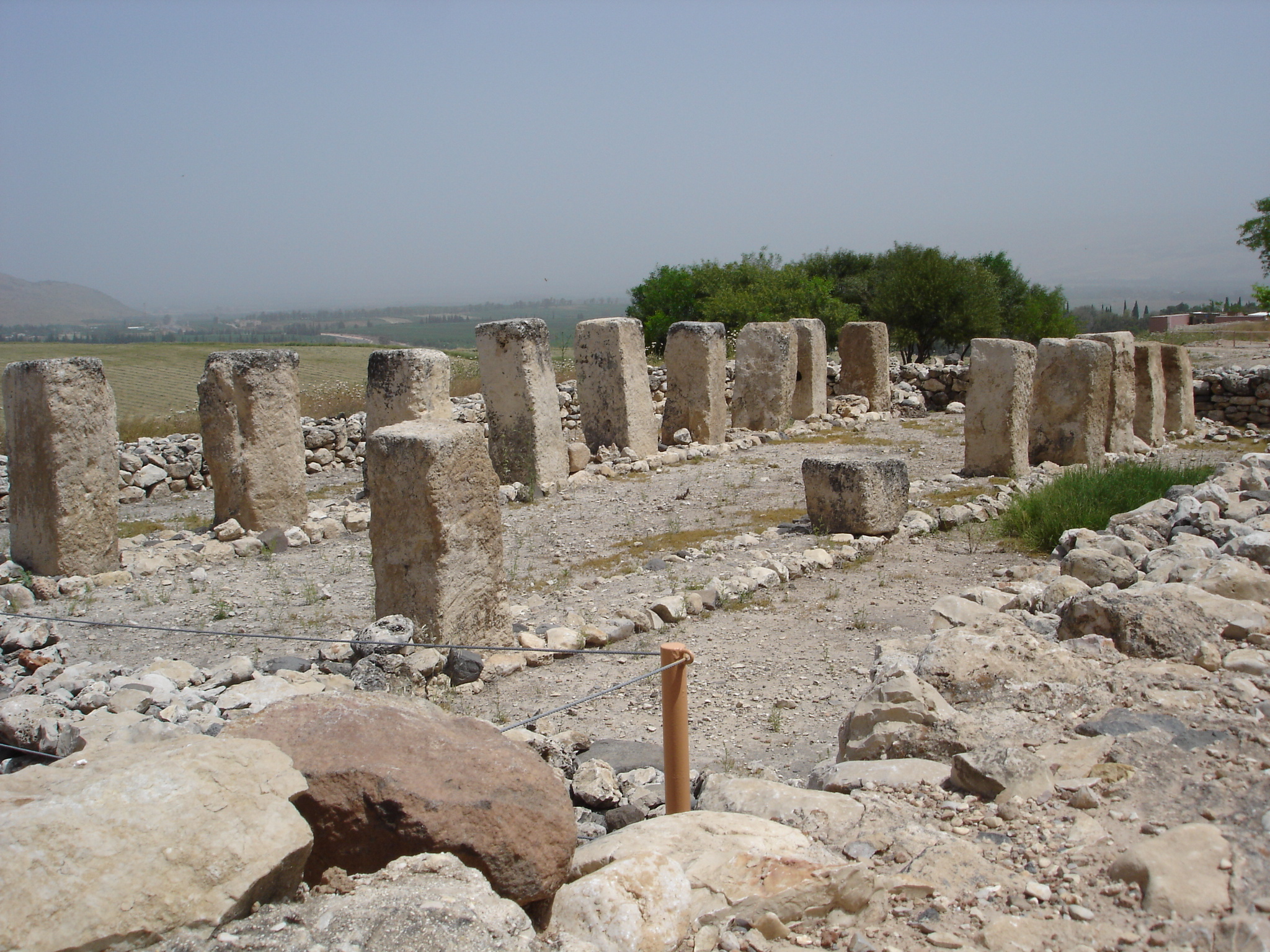
Romok
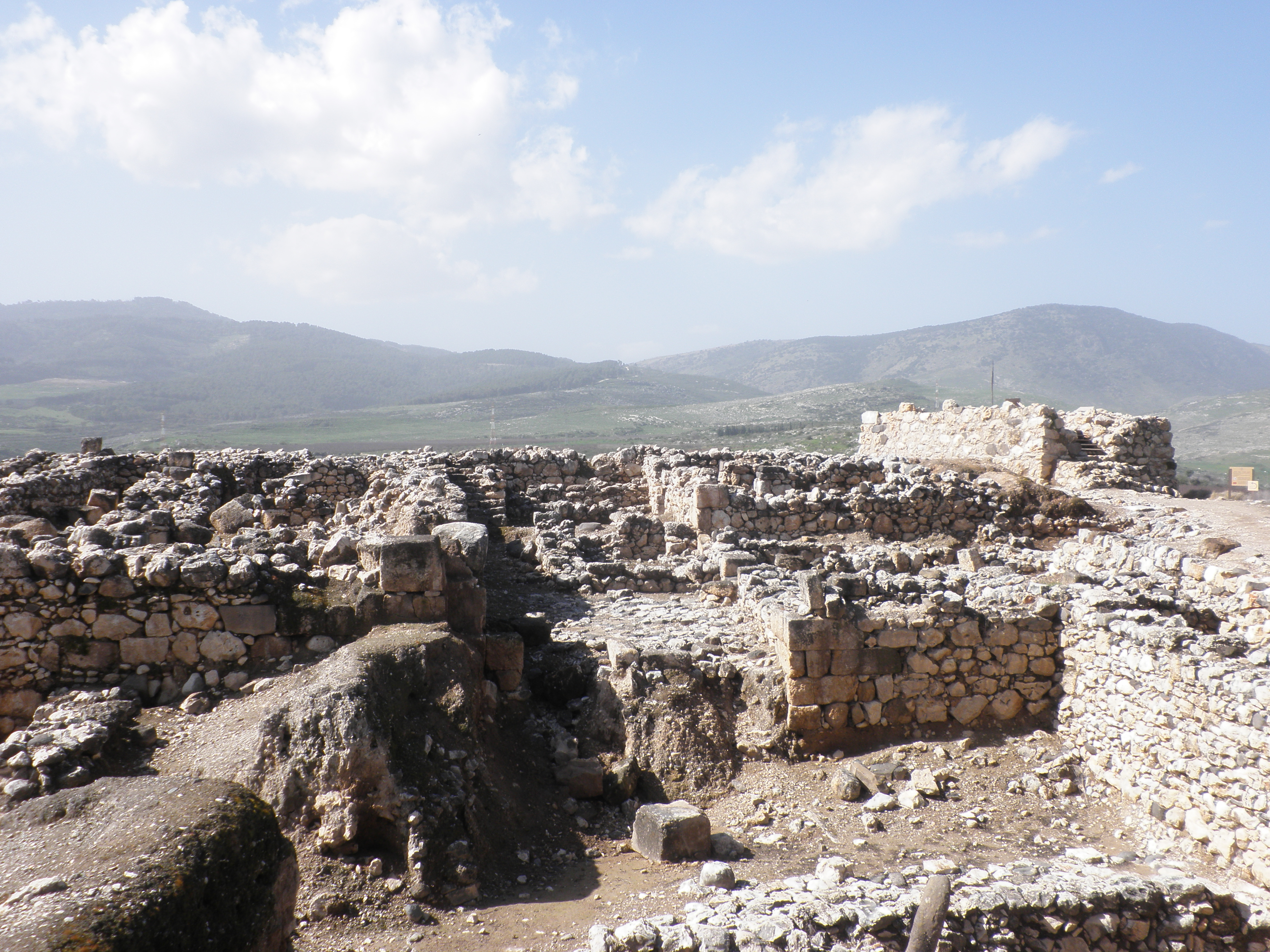
A citadella romjai
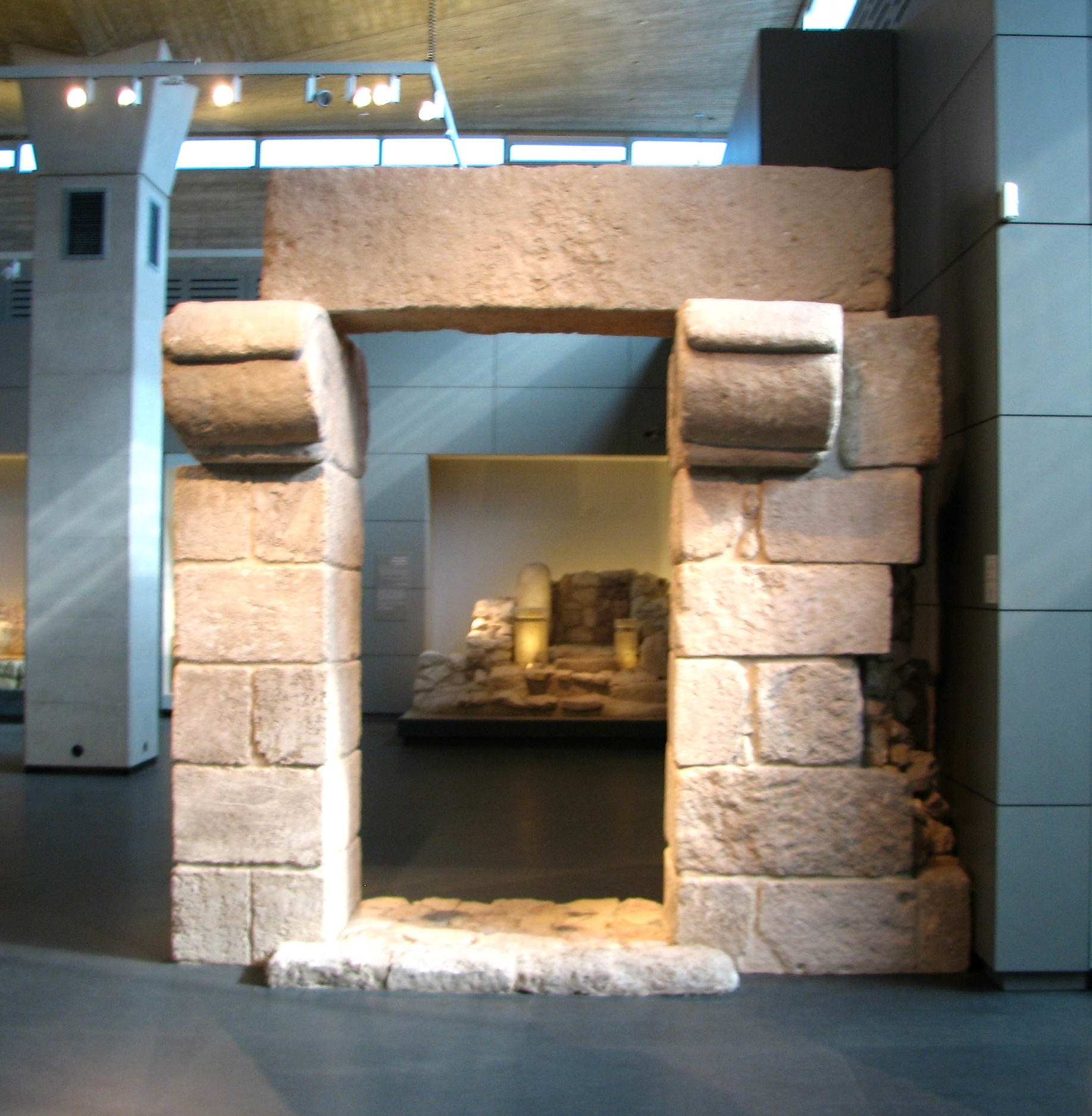
Várkapu
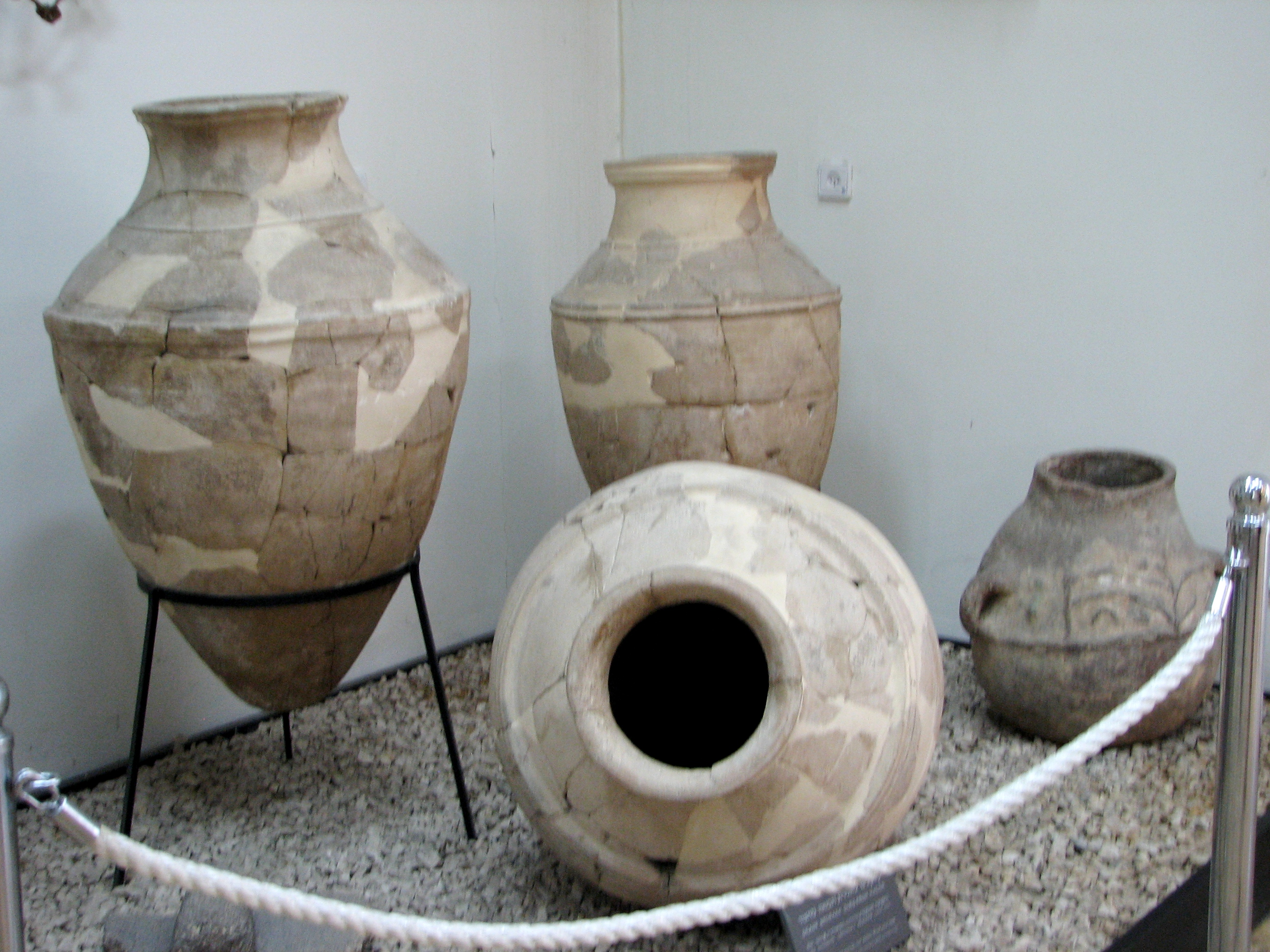
Gabonatárolók (késő bronzkor)
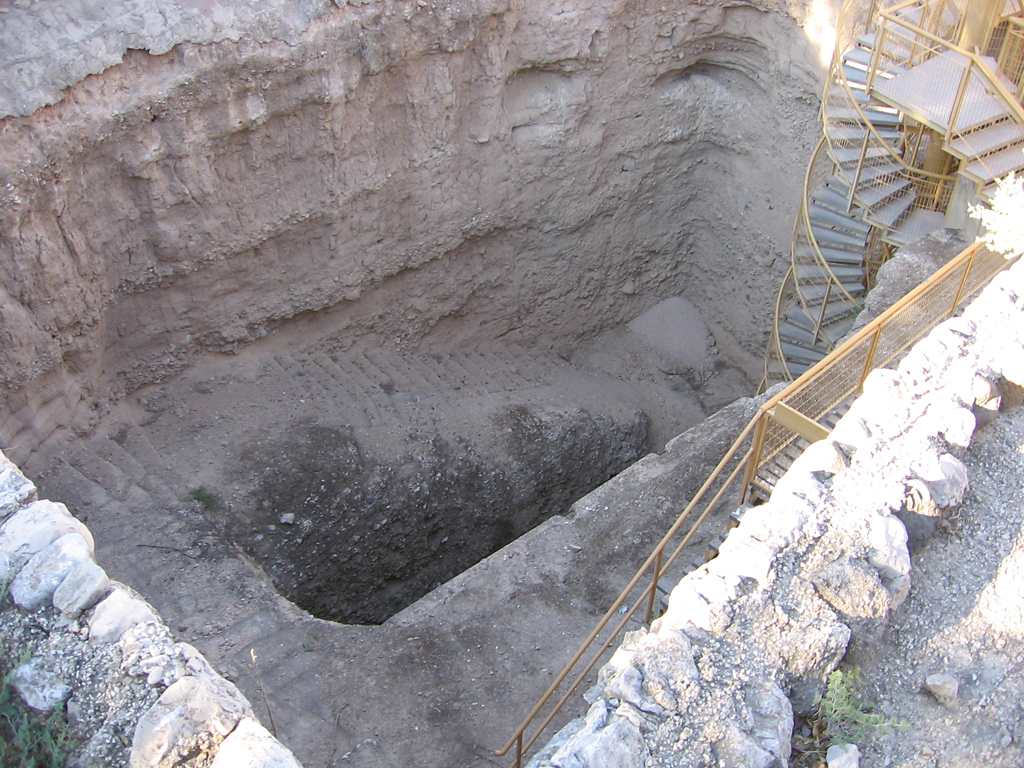
Ciszterna